# Tenuta Le Farnete
La Tenuta Le Farnete è situata sulle colline dominanti la pianura che si stende da Firenze, per Prato fino a Pistoia, più precisamente sulla strada che da Comeana sale fino al paese di Carmignano.
La costruzione della Villa Le Farnete risale al XIV secolo ad opera della Famiglia Fiorentina dei Mazzinghi. I successivi proprietari furono i Marchesi De Gori Zondadari Panillini, acquistandola nel XVIII secolo che rinnovarono la struttura della Villa Le Farnete apportando alcune modifiche interne, come i portali in pietra, i soffitti a cassettoni e le scale a chiocciola segrete che sono ancora oggi esistenti.

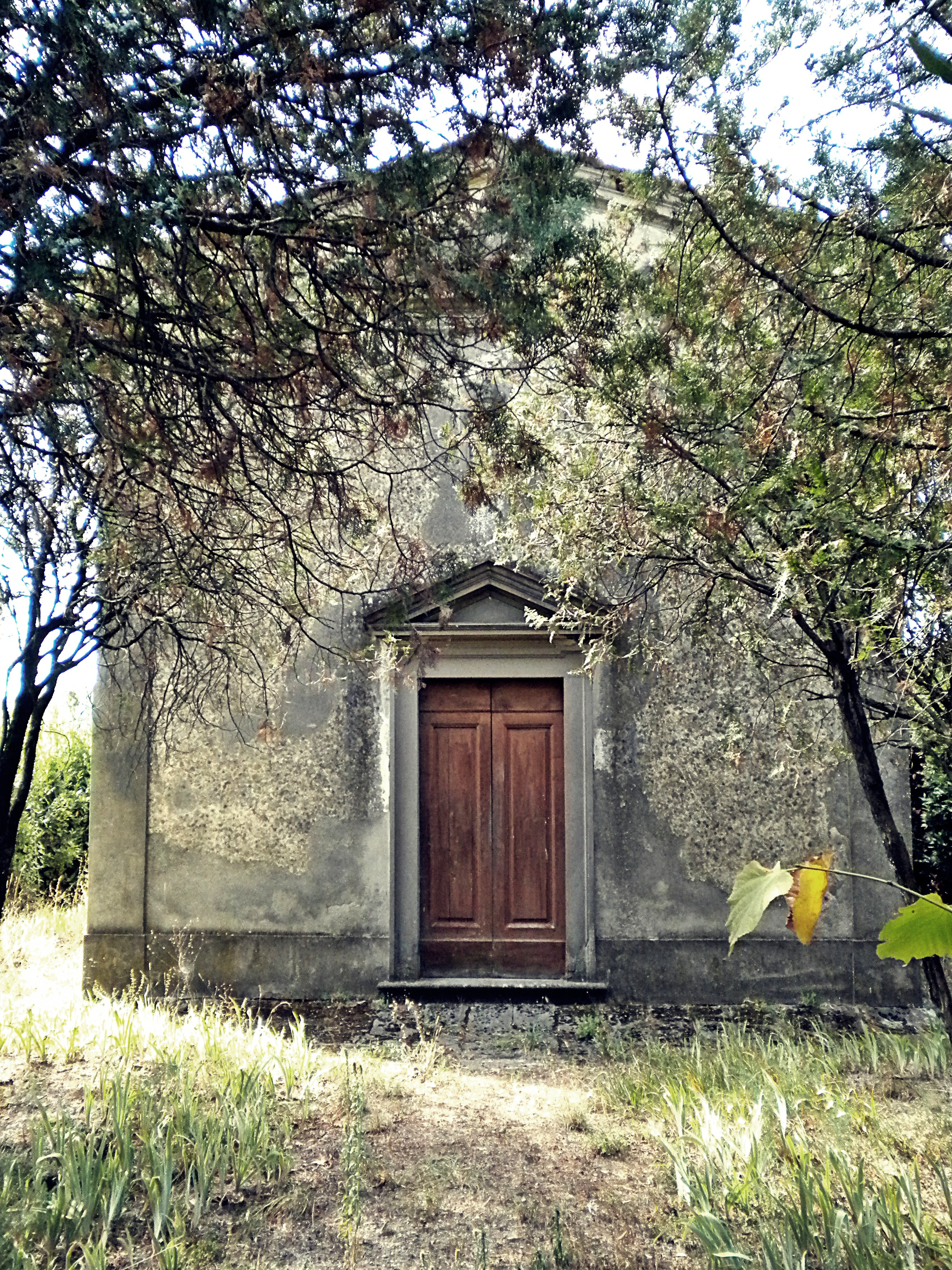
La cappella della villa.

Durante questi lavori fu deciso di modificare il giardino, allora esistente, progettando un giardino all'italiana e di modificare la facciata anteriore della Villa, realizzando una galleria aperta con archi a tutto sesto e affiancata da due volute barocche su entrambi i lati.
Nel 1875 la Villa divenne proprietà della famiglia Fiorentina Lepri, e in tale occasione furono eseguiti ulteriori lavori di ampliamento e di modifica.
Nel 1995 la Tenuta Le Farnete fu divisa dalla Famiglia Fiorentina Lepri, mantenendo la proprietà della Villa Le Farnete ma vendendo tutto il resto della proprietà composta da boschi, vigneti, oliveti, alcune case coloniche poste in zona Macia e la Cappella sconsacrata alla Famiglia Pratese Pierazzuoli, attualmente proprietaria della Tenuta Le Farnete.
Attualmente quindi nonostante gli ottimi rapporti tra le due Famiglie, l'originale Tenuta è stata suddivisa tra la parte vitivinicola e la dimora storica.